# Herreys
Herreys é uma banda pop sueca, formada por três irmãos Richard, Louis e Per Herrey. Esta banda venceu o Festival Eurovisão da Canção (1984), com a canção  "Diggi-loo diggi-ley". A letra em sueco escrita por Britt Lindeborg relata como um homem encontra uns sapatos de ouro e que depois de os calçar irá ter os seus obstáculos. A banda continuou a gravar, mas sem obter o sucesso que alcançou com a canção vencedora do Festival da Eurovisão.